# Velu pleuroprominens
Velu pleuroprominens är en insektsart som beskrevs av Zhang och Qin 2004. Velu pleuroprominens ingår i släktet Velu och familjen dvärgstritar. Inga underarter finns listade i Catalogue of Life.